# Herb gminy Łękawica
Herb gminy Łękawica – jeden z symboli gminy Łękawica, autorstwa Mirosława Mierczaka, ustanowiony 26 maja 1994.

## Wygląd i symbolika
Herb przedstawia na tarczy dzielonej w krzyż w pierwszym polu błękitnym brązowe kontury kościoła (nawiązanie do starego kościoła w Łękawicy), w drugim polu błękitnym żółte słońce, w polu trzecim zielonym błękitną rzekę (Kocierzankę), natomiast w czwartym polu żółtym horyzontalny zarys pól i łąk. 